# Freienfeld
Freienfeld (em italiano Campo di Trens) é uma comuna italiana da região do Trentino-Alto Ádige, província de Bolzano, com cerca de 2.460 habitantes. Estende-se por uma área de 95 km², tendo uma densidade populacional de 26 hab/km². Faz fronteira com Fortezza, Racines, Rio di Pusteria, Sarentino, Val di Vizze, Vipiteno.

## Demografia
| Variação demográfica do município entre 1861 e 2011                               |
|                                                                                   |
| Fonte: Istituto Nazionale di Statistica (ISTAT) - Elaboração gráfica da Wikipedia |